# Fluoreszenz-Treponemen-Antikörper-Absorptionstest
Der Fluoreszenz-Treponemen-Antikörper-Absorptionstest  (abgekürzt: FTA-Abs-Test) ist ein diagnostisches Nachweisverfahren in der Serologie für eine Infektion mit Treponema pallidum, dem Erreger der Syphilis (Lues). Es werden ähnlich wie beim Treponema-Pallidum-Hämagglutinations-Assay (TPHA) Antikörper aus Patientenserum nachgewiesen.

## Durchführung
Der Test wird durchgeführt, um spezifische Antikörper gegen Antigene des pathogenen (krankheitserregenden) Bakteriums Treponema pallidum nachzuweisen.
Da aber bspw. in der Normalflora des Mundraumes auch apathogene Treponema-Arten vorkommen können, gegen deren Antigene der Körper dann Antikörper gebildet hat, welche ebenfalls ein (dann falsch) positives Testergebnis liefern, müssen diese Antikörper vor dem eigentlichen Test aus der Patientenprobe entfernt – absorbiert – werden. Dazu wird das Blutserum des Patienten zuerst mit Antigenen einer apathogenen Treponema-Art (sogenannte Reiter-Spirochäten) inkubiert, so dass vorhandene Antikörper an deren Antigene binden. Erst dann wird die so vorbereitete Serumprobe auf einen Objektträger aufgebracht, auf welchem sich fixierte Antigenstrukturen von Treponema pallidum (sogenannter Nichols-Stamm, aus dem Gehirn eines Syphilitikers asserviert) befinden und dann erneut inkubiert. Im Anschluss wird alles nicht gebundene Material durch Waschvorgänge entfernt. Nun wird dieser Objektträger mit speziellen Antikörpern überschichtet, die mit einem fluoreszierenden Farbstoff markiert sind und gegen die (im nachzuweisenden Fall) bereits gebundenen, humanen Antikörper gerichtet sind.
Befinden sich Antikörper gegen die Treponema-pallidum-Antigene im Serum, bleiben diese nach dem Waschvorgängen am Objektträger haften und können mittels der fluoreszensmarkierten Anti-Antikörper unter einem Fluoreszenzmikroskop nachgewiesen werden.
Es gibt sowohl einen qualitativen als auch einen quantitativen FTA-Abs-Test.
Dieses Verfahren ist notwendig, um ein positives Ergebnis des TPHA-Test zu bestätigen.
Die Krankheitsphase (bspw. akut oder latent) muss mit einer Komplementbindungsreaktion (KBR) und evtl. einem speziellen IgM-FTA-Abs ermittelt werden.